# 2019年朝鮮民主主義人民共和國最高人民會議選舉
朝鮮民主主義人民共和國第十四屆最高人民會議選舉在2019年3月10日舉行。選舉以直選的方式決出687個最高人民會議的席位所屬。這是朝鮮勞動黨委員長金正恩自掌政以來的第二次率領朝鮮勞動黨參選。分析認為金正恩會通過是次選舉重新整頓人事結構，以強化其統治。

## 背景和籌備過程
根據憲法規定，作為朝鮮最高權力機關的最高人民會議選舉會每五年舉辦一次。對上一次，朝鮮勞動黨取得687席中的607席。2019年1月8日，朝鮮中央通訊社宣佈將於同年3月10日舉行第14屆的最高人民會議選舉。1月14日，最高人民會議常任委員會宣佈成立中央選舉委員會。其中，楊亨燮出任委員長、金平海為副委員長、秘書長鄭榮國，崔富一、金英大與金永浩等10人獲委任為委員。
1月31日，選舉委員會在全國各道、直轄市、市和郡劃分選區。接著，各選區於2月4日起陸續成立所屬的分區選舉委員會。之後，平壤的宣傳機關開始鼓動民眾參與投票。朝鮮勞動黨出版社於2月22日發佈兩款海報—《以一心團結的威力進一步弘揚朝鮮式社會主義！》和《堅如磐石地鞏固我們的革命政權！》。海報印有該國國徽、國旗以及選舉日期。另一方面，全國的各分區選舉委員會公佈選民名簿，並讓選民核對名簿。3月9日，選舉委員會公佈全國選區的候選人名單，並表示所有票站已準備好。

## 選舉當天
選舉於2019年3月10日星期天早上9時至下午6時進行。當天，朝鮮勞動黨機關報《勞動新聞》發表社論，指此次選舉「是進一步鞏固人民主權，推動主體革命事業勝利的重要契機」。上午11時，朝鮮勞動黨委員長金正恩在其妹、政治局候補委員金與正、秘書室室長金昌善及朝鮮勞動黨中央組織指導部副部長趙容源的陪同下來到金策工業綜合大學的票站投票，這兒的候選人為該大學的校長洪瑞憲。這是金正恩在第二次朝美首腦會談後首個出席的活動。
選舉委員會在當天提供即時投票率統計。上午12時，投票率是56.76%。下午3時，這數字跳升至92.35%。下午6時，即票站關閉時，除於海外工作的選民外，所有人都已投票。其中，包括最高人民會議常任委員會委員長金永南、朝鮮勞動黨中央組織指導部部長崔龍海以及時任內閣總理朴奉珠三位中央政治局常委也有投票。然而，值得一提的是，直至選舉結束後，平壤官方仍未公佈金正恩於哪個選區參選，這在北韓是相當稀有的事情，從而引起了南韓傳媒的猜測和關注。

## 結果
朝鮮中央廣播電台於3月12日公佈本次選舉結果：投票率達99.99%，參選人當選率為100%。其中，當選人名單並未見金正恩的名字，意味著他沒有參選。這是北韓自1948年實行最高人民會議選舉以來首次有最高領導人決定放棄參選。在過去，金日成當了9屆代議員，金正日從上台以來出任了3屆。另一方面，金正恩的一些親信首次當選，當中包括金與正、外務相李勇浩、外務副相崔善姬、朝鮮勞動黨中央國際部部長李洙墉、祖國和平統一委員會委員長李善權、平壤市黨委委員長金能五、國家安全保衛部部長郑京择以及朝鮮勞動黨中央宣傳鼓動部副部長張龍植等。這些人曾經參與過朝韩首脑会晤或是朝美首腦會談，其餘的則為金正恩上台後提拔的人，故此他們被解讀為北韓朝野的實權派。此外，一些上屆當選的代議員未能連任，例如是朝鮮勞動黨中央組織指導部副部長黃炳誓、前國家安全保衛部部長金元弘及前總理崔永林等。據南韓統一部統計，此次選舉中逾一半人未能連任。
| 聯盟                 | 政黨                 | 得票率 (%) | 取得議席 |
| -------------------- | -------------------- | ---------- | -------- |
| 祖國統一民主主義戰線 | 朝鮮勞動黨           | 100.00%    | 607      |
| 祖國統一民主主義戰線 | 朝鮮社會民主黨       | 100.00%    | 50       |
| 祖國統一民主主義戰線 | 天道教青友黨         | 100.00%    | 22       |
| 祖國統一民主主義戰線 | 在日本朝鮮人總聯合會 | 100.00%    | 5        |
| 祖國統一民主主義戰線 | 宗教總會             | 100.00%    | 未明     |
| 總計                 | 總計                 | 100.00%    | 687      |
| 投票率: 99.99%       |                      |            |          |
| 資料來源:            |                      |            |          |

下表為部份當選人名單：
| 選區編號 | 選區名稱   | 當選者 | 所屬政黨             |
| -------- | ---------- | ------ | -------------------- |
| 第5號    | 葛林路選區 | 金與正 | 朝鮮勞動黨           |
| 第10號   | 橋口選區   | 洪瑞憲 | 朝鮮勞動黨           |
| 第25號   | 西城選區   | 李洙墉 | 朝鮮勞動黨           |
| 第29號   | 大城選區   | 太亨彻 | 朝鮮勞動黨           |
| 第30號   | 龍興選區   | 楊亨燮 | 朝鮮勞動黨           |
| 第47號   | 樂浪選區   | 金永南 | 朝鮮勞動黨           |
| 第48號   | 貞梧選區   | 金己男 | 朝鮮勞動黨           |
| 第72號   | 三石選區   | 金能五 | 朝鮮勞動黨           |
| 第110號  | 秀福選區   | 朴奉珠 | 朝鮮勞動黨           |
| 第116號  | 青松選區   | 文明學 | 朝鮮勞動黨           |
| 第118號  | 長上選區   | 金英大 | 朝鮮社會民主黨       |
| 第127號  | 漁波選區   | 馬元春 | 朝鮮勞動黨           |
| 第216號  | 小白水選區 | 李明秀 | 朝鮮勞動黨           |
| 第315號  | 甕津選區   | 李明鐵 | 天道教青友黨         |
| 第339號  | 載寧選區   | 崔輝   | 朝鮮勞動黨           |
| 第352號  | 延安選區   | 朴泰德 | 朝鮮勞動黨           |
| 第369號  | 廣成選區   | 李善權 | 朝鮮勞動黨           |
| 第371號  | 運河選區   | 李勇浩 | 朝鮮勞動黨           |
| 第427號  | 江界選區   | 盧斗哲 | 朝鮮勞動黨           |
| 第440號  | 青年選區   | 太钟洙 | 朝鮮勞動黨           |
| 第484號  | 溫井選區   | 崔善姬 | 朝鮮勞動黨           |
| 第617號  | 極洞選區   | 許宗萬 | 在日本朝鮮人總聯合會 |
| 第666號  | 江西選區   | 金平海 | 朝鮮勞動黨           |

據《勞動新聞》指，當選的代議員中有16.2%為「工廠企業工人」、9.6%為「合作農場員」、17.2%為軍人，其餘的分別是「黨政機關、行政經濟機關、群眾團體、科教文衛、體育、新聞出版等各部門幹部和旅日朝鮮人總聯合會及其所屬團體幹部」。另外，有20.7%的代議員獲金日成勳章、金正日勳章、金日成獎或金正日獎﹔13.5%是共和國英雄或勞動英雄。在學歷方面，92%獲教授、博士學位，或持專家資格；94.8％有大學學歷。年齡分佈方面，39歲以下4.8%，40歲至59歲63.9%，60歲以上31.3%。此外，女性代議員佔17.6%。

## 後續
朝鮮中央通訊社於3月22日宣佈第14屆首次的最高人民會議將在4月11日舉行。此外，朝鮮中央廣播電台當天也公告代議員的登記工作將於4月9日和10日進行。4月10日，朝鮮勞動黨在最高人民會議將舉行前一天召開中央委員會第四次全體會議，金正恩於會上提出最高人民會議第一次會議審議國務委員會、最高人民會議常任委員會和內閣等的人事組成方案，並得到全體一致贊成。同日，當選的代議員來到平壤，到訪朝鮮革命博物館瞻仰金日成和金正日的雕像，並參觀國家禮物館及大城山革命烈士陵園。
4月11至12日，新一屆的最高人民會議首次會議在平壤萬壽臺議事堂舉行，這是繼2000年後最高人民會議持續兩天進行。在首天的會議上，金正恩連任國務委員會委員長，崔龍海接替金永南擔任最高人民會議常任委員會委員長。此外，國務委員會改組，崔龍海出任新設的第一副委員長，副委員長為樸奉珠，11人委員包括崔善姬和李洙墉等人。會議還同時選舉了最高人民會議專門委員會—法制委員會、預算委員會和外交委員會的成員，並且通過了新科總理金才龍任命的內閣名單以及財政相奇光豪的國家預算執行和預算報告。次日，金正恩發表施政演講，這是北韓最高領導人事隔29年後再次最高人民會議中親自發表講話。他指美國如「以正確的姿態與我們共事」，第三次朝美首腦會談是能夠進行的。但是，美國現時只考不切實際的方法，故雙方無法好好討論問題。
接著，朝鮮中央通訊社於8月9日宣佈會在29日舉行第二次會議。由於在一年內召開兩次最高人民會議並不常見，故此南韓傳媒相信平壤將有重要的事項決議。在會議舉行當天，金正恩並沒有出席。崔龍海動議修改憲法，主張國務委員會委員長不得選舉為最高人民會議代議員，允許其頒佈最高人民會議法令、國務委員會重要政令和決定以及任命或召回駐海外的外交代表，獲全體通過。此外，會上還討論了人事問題。前朝鮮社會民主黨委員長金英大被免去最高人民會議常任委員會副委員長職務，由朴勇一取代。平安北道人民委員會委員長張世哲補選為最高人民會議法制委員會委員﹔孫英訓為任命為內閣事務長。

## 評論和分析
金正恩放棄參選成為是次選舉的焦點，多個評論均指出最高領導人決定不參選是「極為異常」。南韓統一部指事件不尋常，須進一步了解情況才能作評論。和平經濟研究所所長鄭昌鉉認為這從金正恩早前於全國第二次黨基層宣傳人員大會發送的信函中找到答案。於信中，他指如宣傳人員把領袖的革命活動和風貌神秘化就會「掩蓋真相」。故此，鄭昌鉉相信金正恩是通過放棄參選，以行動來實行此方針。北韓研究大學教授梁茂進認為金正恩是想令國家淡化獨裁形象，終邁向正常之路。他分析金正恩可能認為作為最高領導人佔國會議席並不適當，故最終決定不參選。統一研究院研委員趙漢范補充金正恩自2018年起作出了各種的變化，如與南韓和美國進行無核化會談，似乎是想對外顯示北韓不是特殊的政治體制，而是一般的國家。世宗研究所研究企劃本部長鄭成長指金正恩是想擺脫北韓最高領導人過去給世人的形象，分析﹕「可能是為了表現出和爺爺金日成和父親金正日不同的面貌」。儘管如此，趙漢范同時指出金正恩掌握全國所有重要職位，故即使他放棄代議員一職也沒有很大的意義。
在人事變動方面，觀察家注意到不少外交官員首次當選。趙漢范稱這些官員已得到金正恩的信任，並相信北韓此後會積極發展外交和對外經濟。統一研究院首席研究委員李炳淳也指出被金正恩選中的代議員即其親信，故這些新當選的代議員在金正恩的心目中變得更為重要。不過，鄭成長則認為李勇浩和崔善姬等外交官員本來就是朝鮮勞動黨政治局委員或是副省長，像是他們如斯高級的職位能夠當選是理所當然的。因此，他們的當選並不能說明甚麼。

## 資料來源
1. 1 2 3  . 韓聯社. 2019-01-09  [2019-01-09]. （原始内容存档于2020-04-16） （韩语）.
2. 1 2  . Nk News. 2019-03-10  [2019-03-10]. （原始内容存档于2020-05-09） （英语）.
3. ↑  . IPU.   [2019-01-09]. （原始内容存档于2017-10-21） （英语）.
4. 1 2  . 勞動新聞. 2019-01-12  [2019-01-12]. （原始内容存档于2018-09-08） （中文）.
5. ↑  . 勞動新聞. 2019-01-31  [2019-03-10]. （原始内容存档于2018-09-08） （中文）.
6. ↑  . 勞動新聞. 2019-02-04  [2019-03-10]. （原始内容存档于2018-09-08） （中文）.
7. ↑  . 勞動新聞. 2019-02-22  [2019-03-10]. （原始内容存档于2018-09-08） （中文）.
8. ↑  . 勞動新聞. 2019-02-25  [2019-03-10]. （原始内容存档于2018-09-08） （中文）.
9. ↑  . 勞動新聞. 2019-03-09  [2019-03-10]. （原始内容存档于2018-09-08） （中文）.
10. ↑  . 韓聯社. 2019-03-10  [2019-03-10]. （原始内容存档于2018-09-08） （韩语）.
11. 1 2  . 韓聯社. 2019-03-10  [2019-03-10]. （原始内容存档于2018-09-08） （韩语）.
12. 1 2 3 4  . 韓聯社. 2019-03-10  [2019-03-10]. （原始内容存档于2018-09-08） （韩语）.
13. ↑  . 勞動新聞. 2019-03-11  [2019-03-11]. （原始内容存档于2018-09-08） （中文）.
14. ↑  . 統一新聞. 2019-03-12  [2019-03-12]. （原始内容存档于2018-09-08） （韩语）.
15. 1 2 3 4  . 韓聯社. 2019-03-12  [2019-03-12]. （原始内容存档于2018-09-08） （韩语）.
16. 1 2 3 4  . 統一新聞. 2019-03-12  [2019-03-13]. （原始内容存档于2018-09-08） （韩语）.
17. 1 2 3  . 韓聯社. 2019-03-12  [2019-03-12]. （原始内容存档于2018-09-08） （韩语）.
18. ↑  . 朝鮮新報. 2019-03-15  [2019-03-15]. （原始内容存档于2018-09-08） （韩语）.
19. 1 2 3 4 5 6 7 8  . 勞動新聞. 2019-04-12  [2019-04-12]. （原始内容存档于2018-09-08） （中文）.
20. 1 2  . 韓聯社. 2019-03-22  [2019-03-22]. （原始内容存档于2018-09-08） （韩语）.
21. ↑  . 勞動新聞. 2019-04-11  [2019-04-11]. （原始内容存档于2018-09-08） （中文）.
22. ↑  . 朝鮮中央通訊社. 2019-04-11  [2019-04-11]. （原始内容存档于2018-09-08） （中文）.
23. ↑  . 韓聯社. 2019-04-12  [2019-04-12]. （原始内容存档于2018-09-08） （韩语）.
24. ↑  . 勞動新聞. 2019-04-12  [2019-04-12]. （原始内容存档于2018-09-08） （中文）.
25. ↑  . 韓聯社. 2019-04-13  [2019-04-13]. （原始内容存档于2018-09-08） （韩语）.
26. ↑  . 韓聯社. 2019-04-13  [2019-04-13]. （原始内容存档于2018-09-08） （韩语）.
27. ↑  . 韓聯社. 2019-08-28  [2019-08-28]. （原始内容存档于2018-09-08） （韩语）.
28. ↑  . 韓聯社. 2019-08-29  [2019-08-29]. （原始内容存档于2018-09-08） （韩语）.
29. 1 2 3  . 勞動新聞. 2019-08-30  [2019-08-30]. （原始内容存档于2018-09-08） （中文）.
30. 1 2 3 4  . 自由亚洲电台朝鲜语部. 2019-03-12  [2019-03-12]. （原始内容存档于2018-09-08） （韩语）.
31. 1 2  . 東亞日報. 2019-03-12  [2019-03-12]. （原始内容存档于2018-09-08） （韩语）.